# Interferómetro astronómico

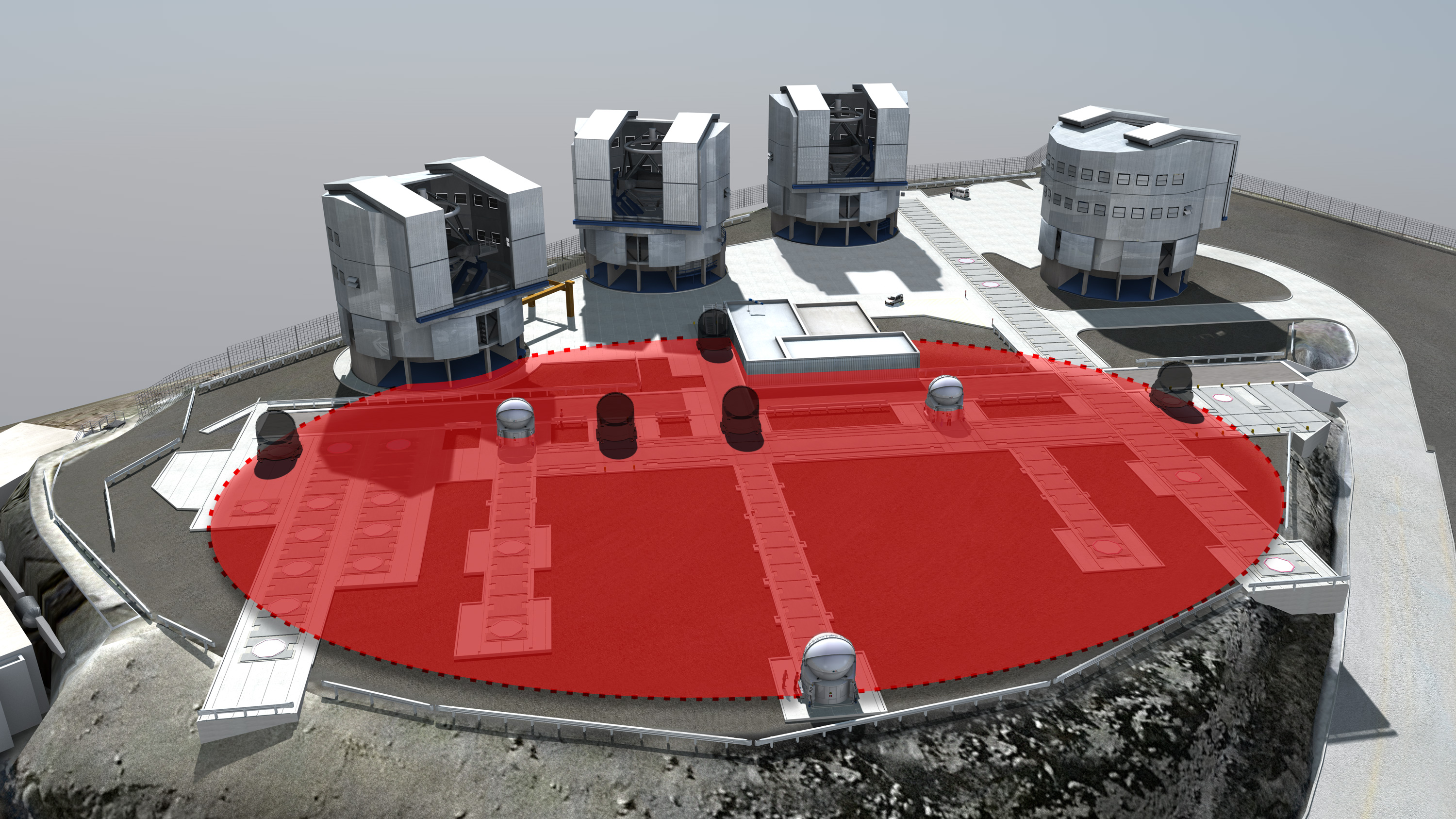
La luz captada por los tres telescopios auxiliares del VLT ESO, es combinada utilizando la técnica de interferometría.

Un interferómetro astronómico es un conjunto de telescopios, segmentos de espejo, o antenas de radiotelescopio individuales, que trabajan de forma conjunta como un único telescopio. El propósito de trabajar con instrumentos en grupo es obtener imágenes de una resolución mucho mayor de la que se podría obtener con cualquiera de los instrumentos por separado. Se utilizan para observar objetos astronómicos, como estrellas, nebulosas y galaxias mediante interferometría. La ventaja de esta técnica es que teóricamente puede producir imágenes con la resolución angular de un enorme telescopio cuya apertura equivale a la separación entre los telescopios utilizados. Su principal limitación es que no captan tanta luz como el espejo del instrumento completo. Por lo tanto, son útiles principalmente para obtener imágenes de gran resolución de objetos astronómicos muy luminosos, como estrellas binarias cercanas. Otro problema es que la medida angular máxima de una fuente de emisión detectable está limitada por la distancia mínima entre los detectores que forman el conjunto.
La interferometría es más ampliamente utilizada en radioastronomía, en la que se combinan señales de radiotelescopios separados entre sí. Una técnica matemática de procesamiento de señales denominada de síntesis de apertura puede combinar señales separadas para crear imágenes de alta resolución. En interferometría de muy larga base (VLBI), radiotelescopios separados por miles de kilómetros se combinan para formar un radiointerferómetro con una resolución equivalente a la de una hipotética antena parabólica con miles de kilómetros de diámetro. En las longitudes de onda más cortas utilizadas en astronomía infrarroja y astronomía óptica,  es más difícil combinar la luz de telescopios separados, porque debe mantenerse su coherencia por debajo de una fracción de longitud de onda sobre recorridos ópticos largos, requiriendo una óptica de altísima precisión. Interferómetros astronómicos infrarrojos y ópticos verdaderamente operativos solo se han desarrollado recientemente, y forman parte de la tecnología punta astronómica. En longitudes de onda ópticas, la síntesis de apertura permite solucionar algunos de los problemas de resolución producidos por la turbulencia atmosférica, permitiendo llevar la resolución angular al límite de la difracción de la óptica.

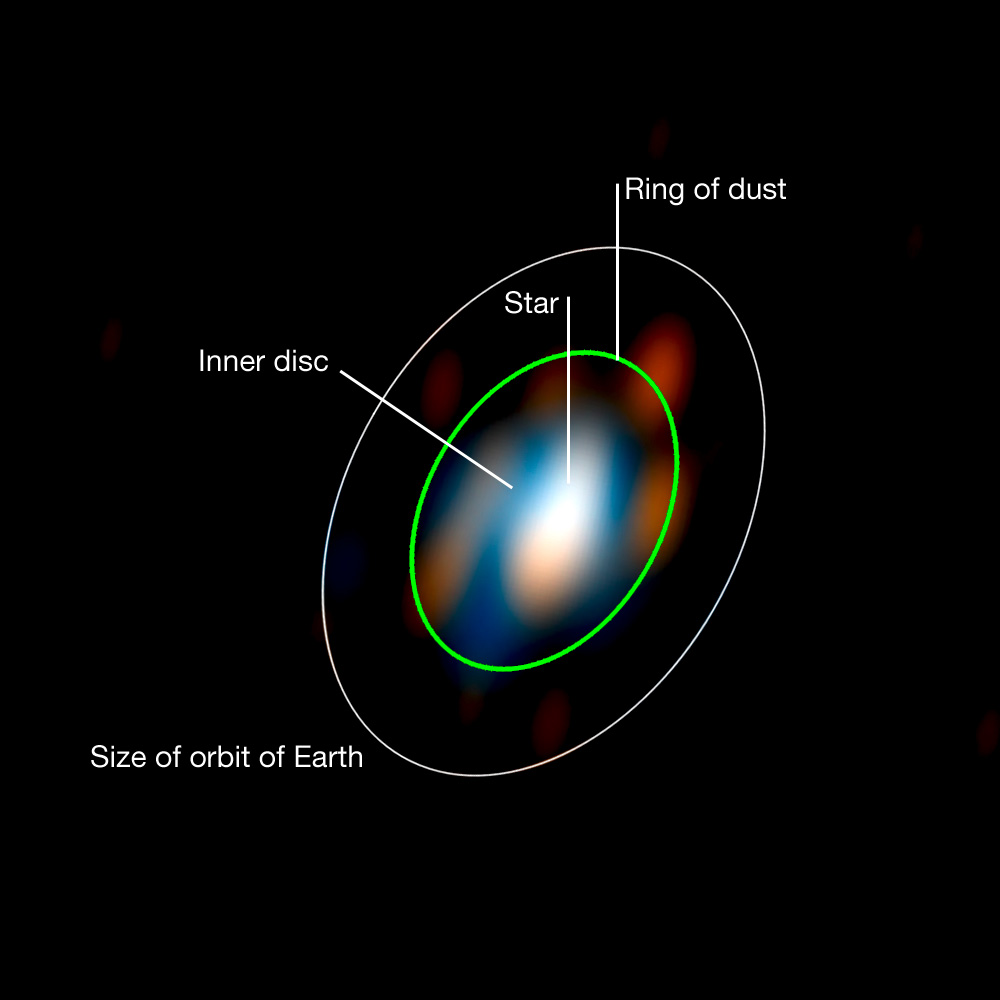
El interferómetro ESO VLT tomó la primera imagen detallada de un disco alrededor de una estrella joven.

Los interferómetros astronómicos pueden producir imágenes de más alta resolución que cualquier otro tipo de telescopio. En longitudes de onda de radio, se han obtenido resoluciones de imagen de unos cuantos micro-segundos de arco, y se han conseguido resoluciones de imagen de fracciones de milisegundo de arco en longitudes de onda de luz visible e infrarroja.
Un diseño sencillo de un interferómetro astronómico es un montaje parabólico de piezas de espejo, constituyendo un telescopio reflector parcialmente completo pero con una apertura "reducida" o "diluida". De hecho, la disposición parabólica de los espejos no es importante, siempre y cuando las longitudes ópticas recorridas por la luz procedente desde el objeto astronómico hasta el haz combinado (foco), sea igual a la recorrida en el espejo teórico completo. Existen tipos de estos telescopios que utilizan espejos de geometría plana, mientras que el hipertelescopio Labeyrie se ha previsto que utilice una geometría esférica.

## Historia

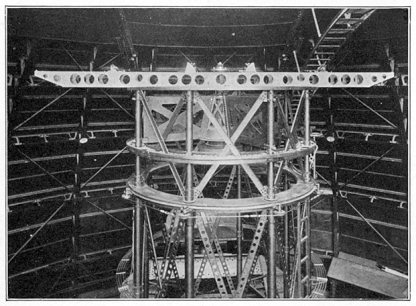
Interferómetro Michelson de 20 pies, montado en un bastidor sobre el telescopio Hooker de 100 pulgadas (1920).

Uno de los primeros usos de la interferometría óptica consistió en el montaje del interferómetro estelar de Michelson sobre el telescopio reflector del Observatorio del Monte Wilson para medir diámetros de estrellas. La estrella gigante roja Betelgeuse fue la primera cuyo diámetro se determinó de este modo el 13 de diciembre de 1920. En la década de 1940 la radiointerferometría se empleó para obtener las primeras observaciones de alta resolución en radioastronomía. En las tres décadas siguientes, la investigación en interferometría astronómica estuvo dominada por las longitudes de onda de las señales de radio, llevando al desarrollo de grandes instrumentos como el Very Large Array y el Atacama Large Millimeter Array.
La interferometría óptico/infrarroja fue extendida a la obtención de medidas mediante telescopios separados por Johnson, Betz y Townes (1974) en el infrarrojo y por Labeyrie (1975) en luz visible. A finales de los años 1970, mejoras en los ordenadores de procesado de datos permitieron poner en servicio el primer interferómetro con "seguimiento de patrones de interferometría", que operaban con la velocidad suficiente como para corregir los efectos de la turbulencia atmosférica, llevando al desarrollo de la serie de interferómetros Mk I, II y III. Técnicas similares han sido aplicadas en otras variedades de telescopios astronómicos, incluyendo el Interferómetro Keck y el Interferómetro Palomar Testbed.

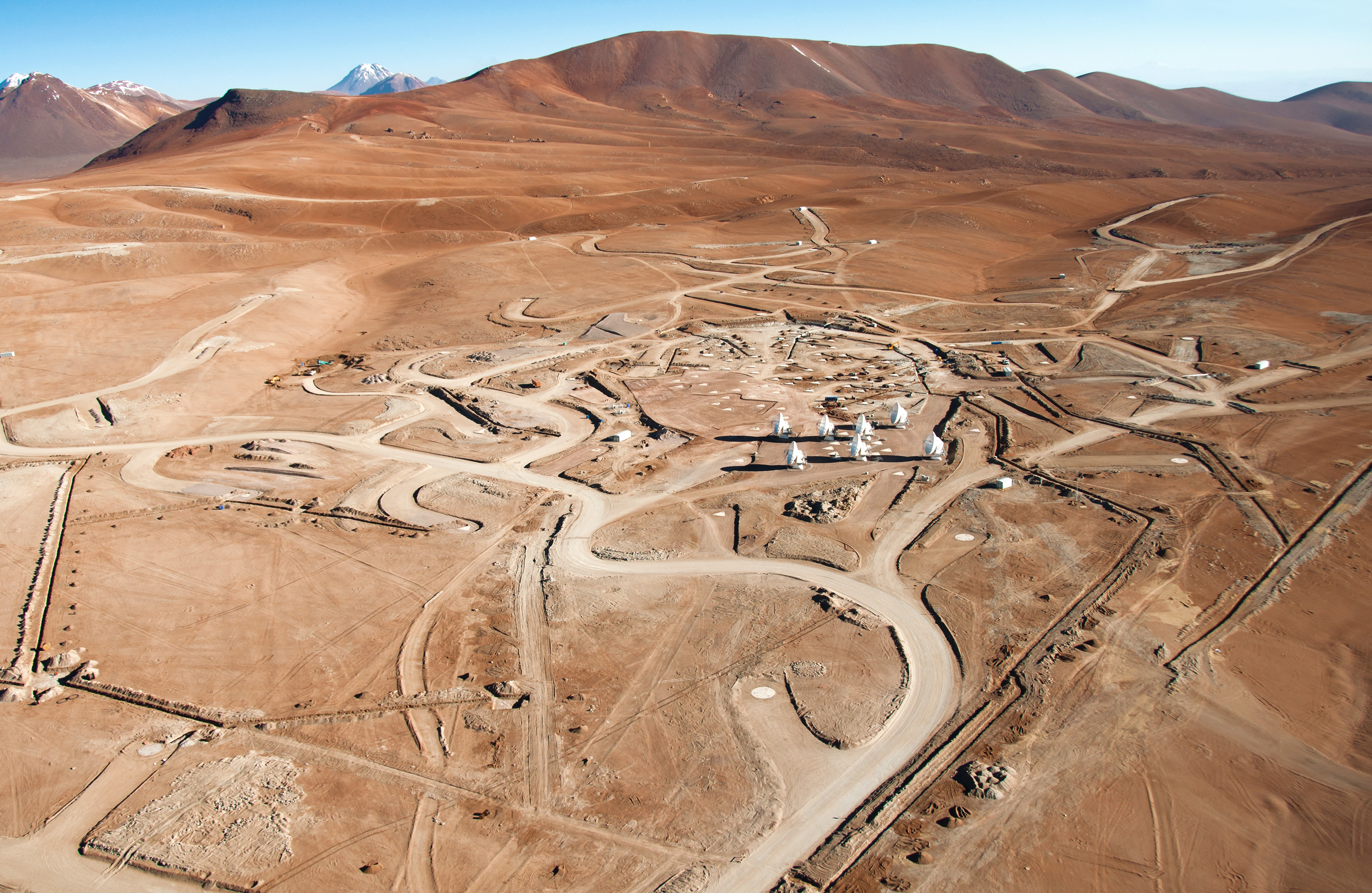
Vista aérea del ESO/NAOJ/NRAO ALMA en construcción.

En los años 1980 la técnica de síntesis de imágenes de apertura interferométrica fue extendida a la astronomía de luz visible e infrarroja por el Grupo Cavendish de Astrofísica, proporcionando las primeras imágenes de estrellas cercanas de resolución muy alta.

 En 1995 esta técnica fue aplicada por primera vez a una serie de telescopios ópticos separados, obteniendo una mejora adicional de resolución que incluso permitió obtener imágenes de superficies estelares. Paquetes de software como BSMEM o MIRA se usan para convertir las amplitudes de visibilidad medidas y fases de cancelación en imágenes astronómicas. Las mismas técnicas han sido aplicadas actualmente en numerosas otras variedades de telescopios astronómicos, incluyendo el Prototipo de Interferómetro Óptico Navy, el Interferómetro Espacial Infrarrojo y el dispositivo IOTA. Distintos interferómetros han realizado medidas de fases de cancelación y están a la espera de producir sus primeras imágenes próximamente, incluyendo el VLTI, el CHARA y el prototipo de Hipertelescopio Le Coroller y Dejonghe. Cuando se complete, el Interferómetro MRO contará con hasta diez telescopios móviles, y podrá producir las imágenes de mayor fidelidad de los instrumentos de su clase. El Interferómetro Óptico Navy dio el primer paso en esta dirección en 1996, consiguiendo la síntesis en 3 modos de una imagen de la estrella Mizar; más adelante obtuvo por primera vez una imagen de síntesis en 6 modos de Eta Virginis en 2002; y más recientemente se ha aplicado el sistema de "fases de cancelación" como un paso hacia las primeras imágenes sintetizadas a partir de satélites geostacionarios.

## Astronomía interferométrica moderna
La interferometría astronómica estuvo principalmente orientada en sus inicios a utilizar dispositivos del tipo Michelson (y en ocasiones, de otros tipos). Los principales observatorios interferométricos operativos que usaron este tipo de instrumentación fueron el VLTI, el NPOI, y el CHARA.

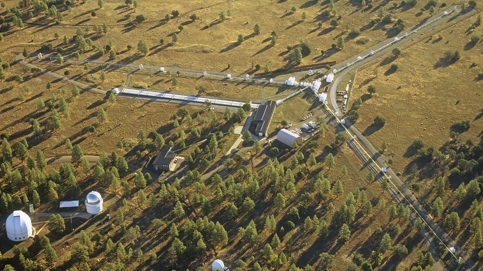
El Interferómetro Óptico de Precisión Navy (NPOI), un dispositivo óptico/infrarrojo cercano de 437 m de línea base, con seis dispositivos Michelson. Está situado a 2163 m de altura, en Anderson Mesa (norte de Arizona, EE. UU.). Cuatro telescopios adicionales de 1.8 metros están siendo instalados desde 2013.

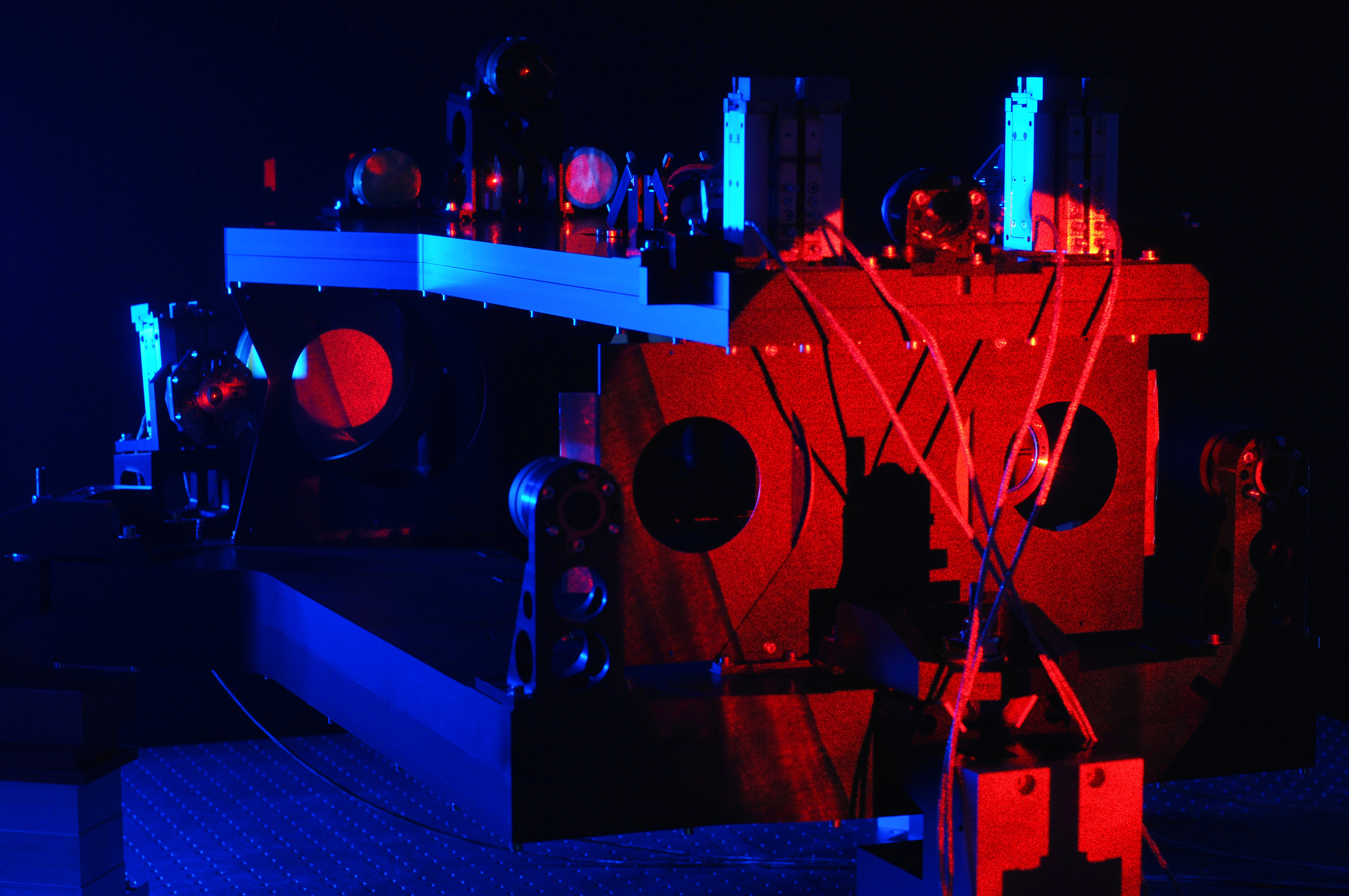
Esta imagen muestra uno de los sofisticados sistemas ópticos y mecánicos denominados separadores de estrellas del Muy Grande Telescopio Interferométrico (VLTI).

Los proyectos actuales utilizarán interferómetros para buscar planetas extrasolares, tanto por medidas astrométricas del movimiento recíproco de la estrella (según el método utilizado por el Interferómetro Palomar Testbed y el VLTI), como por el uso de anulaciones (utilizado por el Interferómetro Keck y el Darwin) o a través de la formación directa de imágenes (de acuerdo con la propuesta formulada para el hipertelescopio Labeyrie).
Los ingenieros del Observatorio Europeo del Sur (ESO) diseñaron el Telescopio Muy Grande (VLT) de modo que también pueda ser utilizado como un interferómetro. Junto con los cuatro telescopios de 8,2 metros (320"), se incluyeron otros cuatro telescopios auxiliares móviles de 1,8 metros (ATs) formando parte de un concepto global para formar el Telescopio Muy Grande Interferométrico (VLTI) como desarrollo del VLT. Los cuatro instrumentos ATs pueden desplazarse entre 30 estaciones diferentes, y actualmente, los telescopios pueden formar grupos de dos o tres para trabajar en interferometría.
Cuando se utilizan en interferometría, un sistema complejo de espejos lleva la luz de los diferentes telescopios a los instrumentos astronómicos, donde es combinada y procesada. Esto implica que deben habilitarse los medios técnicos necesarios para que los distintos recorridos de la luz sean iguales, con una precisión de 1/1000 mm en distancias de unos cuantos centenares de metros. Los telescopios asociados proporcionan un diámetro de espejo equivalente de hasta 130 metros. Cuando se combinan los telescopios auxiliares, se obtienen diámetros de espejo equivalentes de hasta 200 metros. Esto es hasta 25 veces mejor que la resolución de un solo telescopio del VLT trabajando en solitario.
El VLTI proporciona a los astrónomos la posibilidad de estudiar objetos celestes con un detalle sin precedentes. Permite ver detalles en las superficies de estrellas e incluso estudiar el entorno inmediato a un agujero negro. Con una resolución espacial de 4 milisegundos de arco, el VLTI facilita a los astrónomos la obtención de las imágenes más detalladas hasta el momento de una serie de estrellas. Esto es equivalente a poder observar la cabeza de un tornillo a una distancia de 300 km.
Resultados notables de la década de 1990 incluyen la medida de los diámetros de 100 estrellas y muchas posiciones estelares de precisión realizadas por el Mark III. COAST y NPOI produjeron imágenes de muy alta resolución, así como el  Interferómetro Estelar Infrarrojo obtuvo por primera vez imágenes de estrellas en el infrarrojo medio. Los resultados adicionales incluyen mediciones directas del tamaño y de la distancia a estrellas Cefeidas variables, y a objetos estelares recientes.

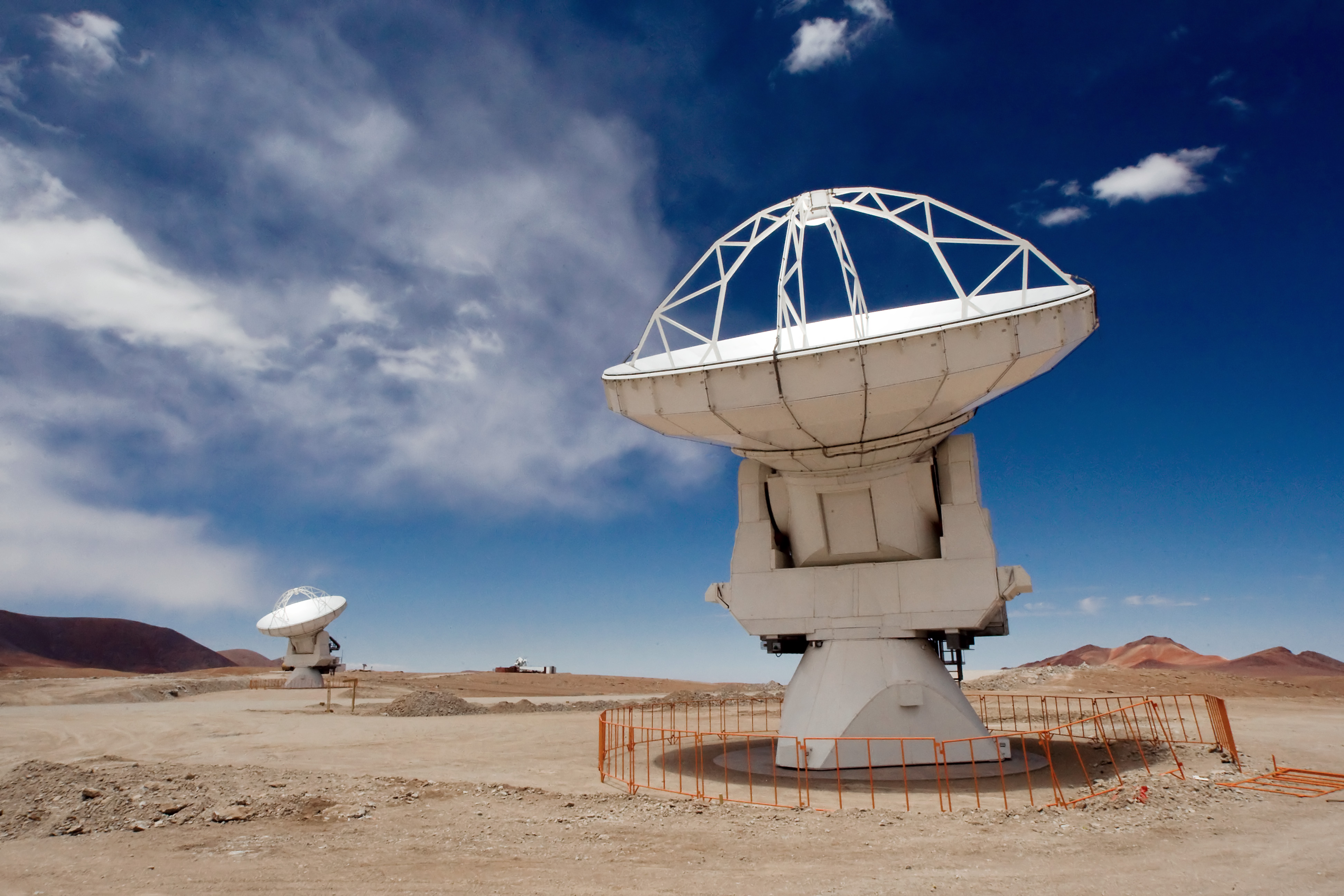
Dos receptores del Gran Dispositivo Milímétrico/Submilimétrico de Atacama (ALMA). Estas antenas de 12 metros están orientadas al cielo en el observatorio (AOS), situado en el alto del Chajnantor, una altiplanicie a una altitud de 5000 metros en los Andes chilenos.

El Alto del Chajnantor, una altiplanicie en los Andes chilenos, alberga el Observatorio Europeo del Sur (ESO), cuya organización junto con sus socios internacionales, está construyendo el ALMA, diseñado para detectar la radiación de algunos de los objetos más fríos del Universo. ALMA será un telescopio individual de un nuevo diseño, compuesto inicialmente por 66 antenas de alta precisión y operando en longitudes de onda de 0,3 a 9,6 mm. Su dispositivo principal contará con cincuenta antenas de 12 metros de diámetro, actuando juntas como un solo telescopio interferométrico. Una serie compacta adicional de cuatro antenas de 12 m y otras doce de 7 m complementarán el dispositivo. Las antenas pueden ser desplegadas a través de la altiplanicie del desierto en distancias de entre 150 metros y 16 kilómetros, lo  que dará a ALMA un "potente" zum variable. Será capaz a sondear el Universo en longitudes de onda milimétricas y submilimétricas con una precisión y sensibilidad sin precedentes, obteniendo una resolución de hasta diez veces mayor que el Telescopio Espacial Hubble. Además, podrá complementar sus imágenes con las producidas por el interferómetro VLT.
Los interferómetros ópticos son mayoritariamente vistos por los astrónomos como equipos muy especializados, capaces de una gama muy limitada de observaciones. A menudo se dice que un interferómetro consigue el mismo efecto que un telescopio en una relación proporcional a la medida de sus aperturas. Esto es solo cierto si se hace referencia a su resolución angular. La cantidad de luz captada —y por lo tanto, el objeto más tenue que puede ser detectado— depende de la medida de apertura real, así que un interferómetro ofrecería muy poca mejora cuando la imagen es muy débil. El efecto combinado del área de apertura limitada y de la turbulencia atmosférica generalmente limita los interferómetros a observaciones de estrellas comparativamente brillantes y de núcleos galácticos activos. Aun así, han probado su utilidad para tomar medidas de precisión muy alta de parámetros estelares sencillos, como tamaños y posiciones (astrometría), imágenes de las estrellas gigantes más cercanas y para sondear los núcleos de galaxias activas cercanas.
Para los detalles de instrumentos individuales, véase el Anexo:Interferómetros astronómicos en longitudes de onda visibles e infrarrojas.
| Grupo de telescopios | Telescopio individual |
| --- | --- |
| | |
| Un sencillo interferómetro óptico de dos elementos. La luz de dos telescopios pequeños (representados como lentes) es combinada utilizando deflectores de rayos sobre los detectores 1, 2, 3 y 4. Los elementos que crean un desfase de 1/4 de longitud de onda en la luz generan patrones de interferencia visibles que pueden ser medidos, proporcionando información sobre la forma de la fuente luminosa. | Un gran telescopio individual con una máscara de apertura sobre su montura (rotulada como Mask), deja pasar la luz solo a través de dos orificios pequeños. Los caminos ópticos a los detectores 1, 2, 3 y 4 son los mismos que en la figura izquierda, así que este montaje dará resultados idénticos. Desplazando los orificios en la máscara de apertura y tomando medidas repetidas, pueden crearse imágenes utilizando síntesis de apertura que tendrían la misma calidad que las que habría dado el telescopio derecho sin la máscara de apertura. En una manera análoga, la misma calidad de imagen puede ser conseguida moviendo los telescopios pequeños alrededor de su posición inicial en la figura izquierda. Esto es la base de la técnica de síntesis de apertura, utilizando telescopios pequeños ampliamente separados para simular un telescopio gigante. |

En longitudes de onda de radio, interferómetros como el VLT y el MERLIN operan desde hace muchos años. Las distancias habituales entre telescopios varían desde los 10 hasta los 100 km, aunque dispositivos con líneas de base mucho más largas se utilizan con técnicas de Interferometría de muy larga base. Para ondas (sub)-milimétricas, existien dispositivos como el Submillimeter Array y el IRAM (en la altiplanicie de Bure). El Atacama Large Millimeter Array está plenamente operativo desde marzo de 2013.
Max Tegmark y Matías Zaldarriaga han propuesto el Telescopio de Transformada Rápida de Fourier, que basa su capacidad más en la potencia de cálculo de grandes redes de ordenadores que en las lentes y los espejos habituales. Si se mantiene la ley de Moore relativa al progreso de la capacidad de los ordenadores, tales diseños podrán ponerse en práctica a costos razonables en unos cuantos años.

## Lecturas relacionadas
- J. D. Monnier (2003). «Optical interferometry in astronomy». Reports on Progress in Physics 66: 789-857. Bibcode:2003RPPh...66..789M. arXiv:astro-ph/0307036. doi:10.1088/0034-4885/66/5/203.
- M. Ryle & D. Vonberg, 1946 Solar radiation on 175Mc/s, Nature 158 pp 339
- Govert Schilling, New Scientist, 23 February 2006 The hypertelescope: a zoom with a view
- Rouan D.; Pelat D. (2008). «The achromatic chessboard, a new concept of a phase shifter for nulling interferometry». Astronomy and Astrophysics 484 (2): 581-9. Bibcode:2008A&A...484..581R. arXiv:0802.3334. doi:10.1051/0004-6361:20078712.Ayuda:Cómo recuperar un enlace roto
- Le Coroller, H.; Dejonghe, J.; Arpesella, C.; Vernet, D. et al. (2004). «Tests with a Carlina-type hypertelescope prototype». Astronomy and Astrophysics 426 (2): 721-728. Bibcode:2004A&A...426..721L. doi:10.1051/0004-6361:20041088.Ayuda:Cómo recuperar un enlace roto
- Berger, J. P.; Haguenauer, P.; Kern, P.; Perraut, K.; Malbet, F.; Schanen, I.; Severi, M.; Millan-Gabet, R. et al. (2001). «Integrated optics for astronomical interferometry». Astronomy and Astrophysics 376 (03): L31-34. Bibcode:2001A&A...376L..31B. doi:10.1051/0004-6361:20011035. Ayuda:Cómo recuperar un enlace roto

- Hariharan, P. (1991). Basics of Interferometry. Academic Press. 1991. ISBN 0123252180.
- Thompson, Richard; Moran, James; Swens, George (2001). Thompson, Richard; Moran, James; Swens, George (2001). Interferometry And Synthesis In Radio Astronomy. Wiley-VCH. ISBN 0471254924.